# Amt An der Peenemündung

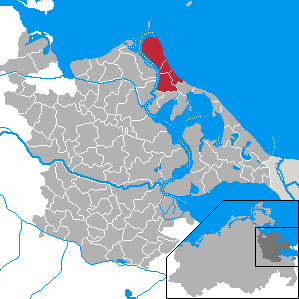
Amt An der Peenemündung im Landkreis Ostvorpommern

Im Amt An der Peenemündung (Landkreis Ostvorpommern in Mecklenburg-Vorpommern), das seit 1992 existierte, waren die vier im Norden der Insel Usedom gelegenen Gemeinden Karlshagen, Mölschow, Peenemünde und Trassenheide zur Erledigung ihrer Verwaltungsgeschäfte zusammengeschlossen. Der Verwaltungssitz befand sich in Karlshagen.
Das Amt An der Peenemündung wurde am 1. Januar 2005 aufgelöst. Die vier Gemeinden bilden nun zusammen mit der vormals amtsfreien Gemeinde Zinnowitz das Amt Usedom-Nord.